# Arbeitsgemeinschaft Westfälischer Entomologen
Die Arbeitsgemeinschaft Westfälischer Entomologen e. V. wurde im Jahr 1965 in Bielefeld als Arbeitsgemeinschaft ostwestfälisch-lippischer Entomologen gegründet und hat ihren Sitz im Naturkunde-Museum der Stadt. Einige Mitglieder der AG führen biologische Studien zur westfälischen bzw. deutschen Insekten-Fauna durch. Des Weiteren betreut und bearbeitet die Arbeitsgemeinschaft die Insektensammlungen des Naturkunde-Museums.

## Bundesfachausschuss Entomologie im NABU
Werner Schulze, ehemaliger Vorsitzender der Arbeitsgemeinschaft, hat ebenso den Vorsitz des BFA Entomologie im Naturschutzbund Deutschland (NABU) inne. Der Bundesfachausschuss ist für die Zusammenarbeit von wissenschaftlich arbeitenden Entomologen und praktischem Naturschutz ein wichtiges Kommunikationsorgan. Durch Fachtagungen und das Mitteilungsblatt des BFA wird über aktuelle Themen der Entomologie informiert. Des Weiteren ist der BFA Entomologie Herausgeber der Fachzeitschrift INSECTA.

## Fachpublikationen
Die Arbeitsgemeinschaft ist Herausgeber von drei Fachzeitschriften:
- Mitteilungen der Arbeitsgemeinschaft Westfälischer Entomologen (ISSN 1619-7836)

Bis 2002 wurde die Zeitschrift unter dem Namen Mitteilungen der Arbeitsgemeinschaft ostwestfälisch-lippischer Entomologen geführt.
- Beihefte der Mitteilungen der Arbeitsgemeinschaft Westfälischer Entomologen
- Bembix (ISSN 0946-6193)

Bembix wurde von den Hymenopterologen Dr. Christian Schmid-Egger und Heinrich Wolf begründet und durch die Arbeitsgemeinschaft Westfälischer Entomologen herausgegeben. Die ersten zwei Hefte erschienen als Rundbrief für alle Freunde der Aculeaten (ab Heft Nr. 2 „Akuleaten“) Hymenopteren in Karlsruhe – ab Heft Nr. 3 als Bembix, herausgegeben in Bielefeld.